# Letholycus microphthalmus
Letholycus microphthalmus és una espècie de peix de la família dels zoàrcids i de l'ordre dels perciformes.

## Morfologia
- Els mascles poden assolir 9 cm de longitud total.[4][5]

## Hàbitat
És un peix marí i d'aigües profundes que viu entre 115-750 m de fondària.

## Distribució geogràfica
Es troba des de les costes centrals de l'Argentina fins al Cap d'Hornos i les Illes Malvines.

## Observacions
És inofensiu per als humans.